# Лосбрук
Лосбрук (нід. Loosbroek) — село в нідерландській провінції Північний Брабант. Входить до муніципалітету Бернгезе.
Його площа становить 0,55 км², а населення станом на 2021 рік складало 1 015 осіб.
Перша згадка про населений пункт датується 1196 роком.
Раніше мало статус окремого муніципалітету.